# Per Ciljan Skjelbred
Per Ciljan Skjelbred (Trondheim, 16 de junho de 1987) é futebolista norueguês. Atualmente defende o Ranheim e atua como meia.

## Carreira
Começou sua carreira em um clube de sua região, o Trygg/Lade. Pouco tempo depois, foi selecionado para participar de um programa de futebol na televisão chamado Proffdrømmen, no canal TV3. Skjelbred venceu-o, e como prêmio, treinaria uma semana com as equipes de base do Liverpool. Foi lhe oferecido um contrato, mas ele recusou-o. Foi então contratado pelo Rosenborg. Já pelas categorias Sub-16, 17, 18, 19, 21 e na principal da seleção norueguesa.
No dia 17 de julho de 2011, o Rosenborg chegou à um acordo com o Hamburgo, transferindo-o para o clube alemão.